# Manchmal haben Frauen …
Manchmal haben Frauen … ist ein Lied der deutschen Punkrock-Band Die Ärzte. Der Song ist die zweite Singleauskopplung ihres neunten Studioalbums Runter mit den Spendierhosen, Unsichtbarer! und wurde am 10. November 2000 veröffentlicht.

## Inhalt
In Manchmal haben Frauen … singt Bela B aus der Sicht eines Mannes, der in einer Bar mit einem anderen Mann ins Gespräch kommt. Dieser ist betrunken und erzählt ihm, dass Frauen manchmal gern „ein kleines bisschen Haue“ hätten. Das Lyrische Ich ist von den Aussagen des Mannes schockiert und bezeichnet ihn als „Machoschwein“, woraufhin dieser ihn tätlich angreift, jedoch weiterhin auf seiner Meinung beharrt. Anschließend läuft der Protagonist aufgewühlt nach Hause zu seiner Freundin und berichtet ihr von diesen neuen Erkenntnissen. Daraufhin verprügelt sie ihn und meint, dass Frauen zwar manchmal gern „ein kleines bisschen Haue“ hätten, jedoch Männer wie er immer „was auf die Fresse verdient“ haben. Der Refrain am Ende des Liedes wird von Diane Weigmann gesungen.

„Manchmal, aber nur manchmal

Haben Frauen ein kleines bisschen Haue gern“

Das Gitarrensolo nach dem zweiten Refrain zitiert den Song Stand and Deliver von Adam & the Ants. Die gleiche Melodie taucht zudem auch im Titelsong der TV-Serie Neues vom Süderhof auf.

## Produktion
Der Song wurde von dem deutschen Musikproduzenten Uwe Hoffmann in Zusammenarbeit mit Die Ärzte produziert. Bela B fungierte als Autor.

## Musikvideo
Bei dem zu Manchmal haben Frauen … gedrehten Musikvideo führte der Regisseur Olaf Heine Regie. Es verzeichnet auf YouTube über 3,6 Millionen Aufrufe (Stand September 2021).
Im Video treten die drei Bandmitglieder Bela B, Farin Urlaub und Rodrigo González als Juroren bei einem Wettbewerb weiblicher Bodybuilder auf. Bei der Bewertung der einzelnen Teilnehmerinnen verguckt sich Bela B in die spätere Gewinnerin und gibt ihr zehn Punkte. Nach der Siegerehrung wartet er vor der Umkleidekabine auf sie und geht mit ihr nach Hause. In freudiger Erwartung beginnt er, sich auszuziehen, doch wird von ihr aufs Bett geworfen und verprügelt. Am Ende liegt Bela B mit blutüberströmtem Gesicht in den Armen der Bodybuilderin.
Bei der Echoverleihung 2001 wurde das Video zu Manchmal haben Frauen … in der Kategorie Musikvideo des Jahres national ausgezeichnet.

## Single

### Covergestaltung
Das Singlecover zeigt Bela B, der an einer Sonnenblume riecht und vom Betrachter aus gesehen nach links blickt. Oben bzw. unten im Bild befinden sich die schwarzen Schriftzüge die ärzte und Manchmal haben Frauen …. Der Hintergrund ist komplett weiß gehalten.

### Titellisten
1. Manchmal haben Frauen … – 4:10
2. Rettet die Wale – 1:48
3. Matthäus 1:5:0 – 1:01
4. Methan – 2:16

### Chartplatzierungen
Manchmal haben Frauen … stieg am 27. November 2000 auf Platz 15 in die deutschen Singlecharts ein und erreichte fünf Wochen später mit Rang vier die beste Platzierung. Insgesamt hielt sich das Lied 15 Wochen in den Top 100, davon fünf Wochen in den Top 10. In Österreich belegte die Single Position 62 und hielt sich zwei Wochen in den Charts, während sie in der Schweiz für eine Woche Platz 94 erreichte. In den deutschen Single-Jahrescharts 2001 belegte der Song Rang 85.
| ChartsChartplatzierungen | Höchstplatzierung | Wochen |
| ------------------------ | ----------------- | ------ |
| Deutschland (GfK)        | 4 (15 Wo.)        | 15     |
| Österreich (Ö3)          | 62 (2 Wo.)        | 2      |
| Schweiz (IFPI)           | 94 (1 Wo.)        | 1      |

| ChartsJahrescharts (2001) | Platzierung |
| ------------------------- | ----------- |
| Deutschland (GfK)         | 85          |

### Auszeichnungen für Musikverkäufe
Manchmal haben Frauen … wurde im Jahr 2001 für mehr als 250.000 Verkäufe in Deutschland mit einer Goldenen Schallplatte ausgezeichnet.

| Land/Region        | Auszeichnungen für Musikverkäufe (Land/Region, Auszeichnung, Verkäufe) | Verkäufe |
| ------------------ | ---------------------------------------------------------------------- | -------- |
| Deutschland (BVMI) | Gold                                                                   | 250.000  |
| Insgesamt          | 1× Gold ·                                                              | 250.000  |

## Trivia
Auf der B-Seite von Bela Bs Solo-Single Abserviert aus dem 2014 erschienen Album Bye befindet sich eine Rockabilly/Twist-Version von Manchmal haben Frauen …, mit dem Titel Manchmal tanzen Frauen (Twist), die Bela B mit Smokestack Lightnin’ einspielte.